# Kampung Tengah (Pancur Batu)
Kampung Tengah is een bestuurslaag in het regentschap Deli Serdang van de provincie Noord-Sumatra, Indonesië. Kampung Tengah telt 2487 inwoners (volkstelling 2010).